# Höd
Pour le Sephiroth, voir Sephiroth (Kabbale)#Hod.
Pour les articles homonymes, voir Hod.
Dans la mythologie nordique, Höd, Hodr, Hoder ou Hodur (Hǫðr en vieux norrois) est un dieu aveugle fils d'Odin d'après les Eddas. Il est involontairement l'assassin de son frère Baldr, à cause d'une ruse du dieu malfaisant Loki. Vali est alors engendré par Odin et Rind pour tuer Höd afin de venger Baldr. Après la bataille eschatologique du Ragnarök, les frères reviennent du royaume des morts et deviennent alors souverains. Dans la Geste des Danois, œuvre évhémériste du XIIe siècle, il est présenté sous une tout autre forme en un héros guerrier qui porte le nom de Høtherus, rival de Balderus (Baldr) pour la main de la princesse Nanna.
Le mythe du meurtre de Baldr par Höd est l'un des plus célèbres et incontournables de la mythologie nordique. Toutes les sources anciennes mentionnent Höd en assassin de Baldr, après avoir été ensorcelé par Loki, ensuite tué par le frère de Baldr (Vali) par vengeance. Ce rôle de Höd n'est pas contesté, mais les sources diffèrent dans l'exécution du meurtre encourageant des débats entre spécialistes. De plus Höd a été comparé à d'autres divinités ou héros mythologiques indo-européens, ce qui suggère que sa légende est issue d'un mythe proto-indo-européen.

## Étymologie
Hǫðr est composé du substantif hǫð, qui signifie « combat » en vieux norrois. Son nom pourrait alors se rattacher à « guerrier » ou « combattant ».

## Sources et caractéristiques

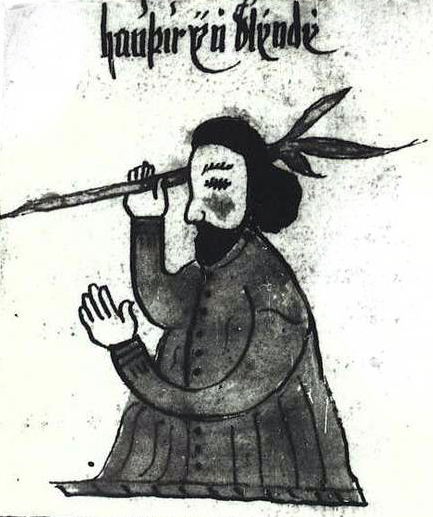
Représentation de Höd dans le manuscrit islandais du XVIIe siècle AM 738 4to.

La plus ancienne attestion du mythe est une transposition qui se trouve dans le poème épique anglo-saxon Beowulf, vers 2435-2489 (?), où elle est associée à l'unique donnée incontestablement historique du poème : Herebeald (Baldr) et Hædcyn (Höd) y sont les frères de Hygelac, le Chlochilaïc de Grégoire de Tours.
Comme tous les dieux principaux, Höd est décrit dans la partie Gylfaginning de l'Edda de Snorri, où il est fait référence au meurtre qu'il commet contre Baldr :

« Il y a un Ase qui s'appelle Hodr et qui est aveugle. Il n'est que trop fort. Les dieux auraient voulu qu'on n'eût pas à mentionner cet Ase, car l'acte qu'il accomplira de ses mains sera longtemps gardé en mémoire parmi les dieux et les hommes »

— Gylfaginning, chapitre 28
Il est le fils d'Odin (Baldrs draumar 11, Skáldskaparmál 13), mais sa mère n'est pas mentionnée dans les textes mythologiques préservés. Selon l’Edda de Snorri, Höd est aveugle (Gylfaginning 28 et 49, Skáldskaparmál 13), pourtant cette infirmité n'est pas précisée dans les poèmes eddiques. De plus, il n'est certainement pas aveugle dans les textes évhéméristes (Chronicon Lethrense et Gesta Danorum) où il est un roi guerrier qui abat son rival Baldr au combat plutôt que par accident ou naïveté. Enfin d'après toutes les sources, il finit tué par vengeance par un fils d'Odin, le dieu Vali, engendré uniquement pour venger le meurtre de Baldr.
Le kenning (au pluriel, kenningar) est une figure de style propre à la poésie scandinave qui consiste à remplacer un mot, ou le nom d'un personnage ou d'une créature par une périphrase. Au chapitre 13 de la partie Skáldskaparmál de l’Edda de Snorri, l'auteur mentionne les kennings qui peuvent désigner Höd (Haðarkenningar) ; 

« Dieu Aveugle, Meurtrier de Baldr, Lanceur du Gui, Fils d'Odin, Compagnon de Hel, Ennemi de Vali »

— Skáldskaparmál, chapitre 13
.
Le kenning « Meurtrier (ou Assassin) de Baldr » se retrouve également dans les poèmes eddiques Völuspá 33 et Baldrs draumar 10. « Ennemi de Baldr » est un autre kenning utilisé pour désigner Höd dans Baldrs draumar 11. Parallèlement, un kenning pour Baldr est « Adversaire de Höd » (Skáldskaparmál 5), et un autre pour Vali est « Ennemi et Meurtrier de Höd » (Skáldskaparmál 12).

## Mythes
Les œuvres de l’Edda Poétique, et l’Edda en Prose de Snorri Sturluson (qui a utilisé entre autres les premiers pour la rédaction de son texte) sont les sources principales pour la mythologie nordique. Ces textes ont été compilés ou rédigés aux alentours du XIIIe siècle, soit quelques siècles après la conversion officielle des derniers royaumes vikings. Ils sont donc à prendre avec précautions. Se pose parmi les spécialistes la question de la véracité de ces récits, s'il s'agit de témoignages fidèles des croyances pré-chrétiennes ou s'ils cachent des influences chrétiennes, voir des inventions ou erreurs d'interprétations des auteurs.

### Meurtre de Baldr

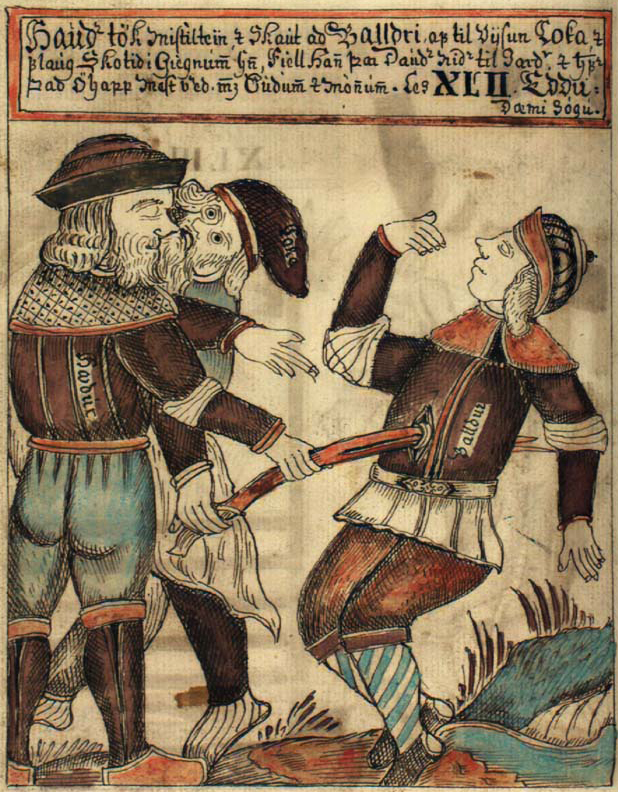
Représentation de Höd tuant Baldr dans le manuscrit islandais du XVIIIe siècle NKS 1867 4to.

La strophe 31 du poème eddique Völuspá évoque la mort de Baldr causée par une branche de gui, et la strophe 32 annonce que Höd est celui qui la lance. A la strophe 8 du poème eddique Baldrs draumar, Odin demande à une voyante qui sera le meurtrier de Baldr, et celle-ci répond à la strophe 9 que ce sera Höd avec un « rameau renommé » (le gui).
Le meurtre du dieu Baldr est essentiellement raconté dans le chapitre 49 du Gylfaginning de l’Edda de Snorri. En proie à des rêves de sa mort prochaine, Baldr en parle aux Ases qui s'en effraient. La déesse Frigg, mère de Baldr, fait donc jurer à tous les éléments de la nature de ne pas faire de mal au dieu, ce qu'ils font, rendant ainsi Baldr invulnérable. Alors les Ases s'amusent à lui lancer toutes sortes d'objets, qui par conséquent le laissent indemne. Le dieu malin Loki, jaloux de cette attention, obtient l'aveu de Frigg qu'elle a oublié de demander le serment au gui tant cette plante semble inoffensive. Loki créé donc un bâton de gui, et propose au frère de Baldr, Höd, de se joindre au jeu et de le jeter vers Baldr. Comme Höd est aveugle, Loki guide son jet et le gui transperce le corps de Baldr qui tombe mort. Les Ases stupéfaits ne peuvent pas se venger puisqu'ils sont alors en lieu sacré, de paix et sûreté.
La mort de Baldr représente l'entrée dans le dernier âge du monde qui se termine par le Ragnarök.

### La mort de Höd
Les poèmes eddiques Völuspá 32-33, Baldrs draumar 11 et Hyndluljóð 29 expliquent que Vali, fils d'Odin et de Rind, venge le meurtre de Baldr. Il ne se lave pas ni ne se coiffe tant qu'il n'ait pas tué Höd, ce qu'il fait alors âgé que d'une seule nuit. On lit dans Baldrs draumar :
| 11. Rindr berr Vala i væstrsolvm, sa man Oðins sonr æinnættr væga: hond vm þvær næ hofvð kæmbir, aðr a bal vm berr Balldrs andskota. | 11. Rindr a conçu Váli Dans les salles de l'ouest, Celui-ci, âgé d'une nuit, Tuera le fils d'Ódinn [Höd], Ne se lavera pas les mains Ni ne se peignera ses cheveux Que sur le bûcher n'ait été porté L'ennemi de Baldr. |  |

### Le Ragnarök

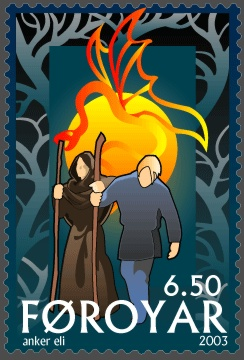
Timbre postal des Îles Féroé représentant Baldr et Höd revenant de Hel.

Dans l'eschatologie nordique, il est prophétisé qu'une grande bataille aura lieu dans laquelle les géants, conduits par le dieu Loki, attaqueront les Ases sur la plaine de Vígríd, et le géant du feu Surt combattra aux côtés des forces du chaos et enflammera le monde. Cet événement s'appelle le Ragnarök. Toutes les chaînes se briseront et les morts résidant à Hel seront libérés, ainsi d'après le chapitre 53 de la Gylfaginning, Baldr et Höd reviendront du monde des morts. Toutefois aucun texte connu ne mentionne Baldr et Höd prenant part aux combats, ils seront par contre des survivants de la catastrophe avec Vidar, Vali, Modi et Magni. Les dieux survivants, désormais souverains, partagent leurs secrets et conversent sur les évènements passés. Ils trouvent également les « tablettes d'or » des Ases, qui pourraient correspondre à des trésors, ou plus vraisemblablement aux pièces du jeu en or joué par les Ases au commencement des temps qui est mentionné à la strophe 8 de la Völuspá.

## Chroniques évhéméristes
Deux textes évhéméristes d'origines danoises mettent en scène Höd (sous le nom de Hother ou Høtherus), qui est alors un roi guerrier, non aveugle, qui tue son rival Baldr au combat. Malgré leur intention, ces textes ont un intérêt mythologique puisqu'ils témoignent de versions christianisées de mythes qui n'apparaissent pas toujours dans d'autres sources préservées. Dans le cas de Höd, ces textes le présentent sous un aspect totalement différent que dans l'Edda de Snorri, il s'agit là d'un guerrier puissant, consciemment ennemi et meurtrier de Baldr. Il subit toujours la vengeance d'un autre fils d'Odin, Vali (nommé Both ou Bous dans les textes évhéméristes).

### Chronicon Lethrense
La Chronicon Lethrense (Lejrekrøniken en danois) est un court texte en latin du XIIe siècle, écrit sans doute par un clerc danois, qui raconte les aventures des héros et rois danois de l'ère pré-chrétienne. Le texte est évhémériste puisque les dieux sont présentés comme des hommes qui auraient été pris à tort pour des divinités. En ce sens, la Chronicon Lethrense est similaire à la Gesta Danorum, mais demeure de moindre qualité.
Dans un court paragraphe du texte, on apprend que Hother (qui correspond au dieu Höd) est un roi saxon, fils du défunt Hothbrodd. Lors d'une bataille il tue Balder, le fils d'Othen (Odin), et défait Othen et Thor. Il est ensuite tué en bataille par Both (qui correspond alors à Vali), un autre fils d'Othen.

### Gesta Danorum
La Gesta Danorum (Geste des Danois) est une œuvre en latin rédigée à la fin du XIIe siècle par l'historien Saxo Grammaticus à la demande de l'homme d'État Absalon qui gouvernait alors le Danemark et qui désirait doter son pays d'une véritable épopée nationale. Saxo Grammaticus présente dans son œuvre l'histoire des premiers héros et rois danois. Il s'est inspiré des mythes pré-chrétiens et en a proposé une version fortement évhémériste où les dieux nordiques sont en fait des hommes d'une puissance supérieure qui se sont fait passer pour des divinités. 
Le Livre Troisième raconte l'histoire de Høtherus (qui correspond à Höd), fils du défunt roi de Suède Hothbrodus donc élevé par le roi Gevarus. Le jeune Høtherus est déjà des plus robustes, habile à la nage, à l'arc et à la lutte, mais également en musique. Ses qualités séduisent Nanna, la fille de Gevarus, qui en tombe amoureuse. Mais Balderus (qui correspond à Baldr), le fils d'Odin, aperçoit Nanna se baigner et sa beauté le remplit de désir. Il décide de se débarrasser de son concurrent Høtherus. Pendant ce temps, Høtherus rencontre dans la forêt trois nymphes qui ont le pouvoir de contrôler l'issue des batailles. Elles mettent en garde le jeune prince des intentions mauvaises de Balderus, et l'avertissent de ne pas le provoquer au combat puisqu'il est un demi-dieu. Høtherus demande à Gevarus la main de sa fille, mais le roi craint la colère de Balderus. Il conseille à Høtherus de se procurer dans le domaine d'un satyre appelé Mimingus une épée magique et un bracelet qui décuplerait sa force. Le héros parvient à obtenir son butin, mais le roi saxon Gelderus désirant s'en emparer lance son armée vers la Suède. Høtherus réussit à le soumettre et en fait un allié grâce à sa verbe et cette qualité lui permet de gagner un autre allié, Helgo le roi de Halogie. Pendant ce temps, Balderus demande la main de Nanna mais elle le refuse. S'ensuit une bataille entre Høtherus et Balderus. Les dieux, dont Odin et Thor, combattent aux côtés de Balderus. Høtherus parvient à couper le manche du gourdin de Thor, le rendant inopérant, alors les dieux s'enfuient. Høtherus épouse ensuite Nanna et devient souverain du Danemark. Mais Balderus revient au combat et défait cette fois son rival qui est contraint de s'enfuir chez Gevarus. Toutefois la victoire ne lui apporte que peu de réconfort puisque son désir pour Nanna n'est pas assouvi. 
Høtherus et Balderus se rencontrent une nouvelle fois en bataille, mais Høtherus est encore défait. Désespéré, il s'exile. Il rencontre les nymphes qui l'avaient aidé auparavant qui lui conseillent de se procurer la nourriture qui assure la force de Balderus. L'assurance retrouvée, Høtherus se remet en route pour combattre l'armée de Balderus. La bataille fait des ravages et aucune armée ne l'emporte. Høtherus se glisse une nuit dans le camp adverse et trouve l'habitation des nymphes qui préparent la nourriture de Balderus. Il leur joue la lyre mais elles refusent de lui donner la nourriture. Elles lui offrent néanmoins une ceinture magique qui lui garantirait la victoire. En rentrant, Høtherus tombe sur Balderus et lui perce le flanc. Balderus meurt de ses blessures et son armée lui offre des funérailles royales.
Odin, le père de Balderus, engendre alors Bous (qui correspond à Vali) avec Rinda (Rind) pour venger son fils. Høtherus apprend auprès de devins qu'il mourra en affrontant son nouveau rival. Il transfère alors ses pouvoirs de chef à son fils, avant de combattre Bous et d'être tué. Toutefois Bous est gravement touché et il périt le lendemain de ses blessures.

## Théories

### Höd aveugle?
Des incohérences et une logique contestable dans le mythe du meurtre de Baldr ont poussé certains spécialistes à contester la version du Gylfaginning, en particulier le handicap supposé de Höd. Lors de la rédaction de l'Edda en prose, Snorri Sturluson a utilisé principalement les poèmes eddiques et scaldiques à sa disposition, et organisé les mythes qu'ils racontaient. Pour le mythe du meurtre de Baldr, Snorri a utilisé le poème scaldique Húsdrápa d'Ulf Uggason. L'auteur aurait composé ce poème d'après des fresques murales à Hjardarholt représentant des mythes. Selon Viktor Rydberg, Snorri aurait mal interprété la symbolique des représentations picturales, ce qui expliquerait l'incohérence globale de l'histoire. Si Loki était représenté guidant la main d'un Höd aux yeux fermés, c'était tout à fait symbolique du malfaisant Loki poussant Höd à tuer « aveuglement » son frère, mais Loki n'était pas physiquement responsable ni présent, et Höd pas physiquement aveugle.

### Equivalents dans la mythologie nordique
Selon Viktor Rydberg, Höd ne serait autre que le personnage Loddfáfnir à qui Odin adresse ses conseils de vie et de conduite dans le poème eddique Hávamál. Ainsi le poème serait en partie une mise en garde pour Höd, et les méfaits qu'il commettra (il convoite Nanna, la femme de Baldr, il est trompé à le tuer, etc.).

### Mythologie comparée
Le mythe du meurtre de Baldr a été comparé à un épisode de l'épopée anglo-saxonne Beowulf ; d'une flèche, Hæðcyn (Höd ?) tue son frère Herebeald (Baldr ?) lors d'un accident de chasse tragique. Toutefois la comparaison est contestée puisqu'elle se limite aux noms similaires et à un meurtre accidentel fratricide effectué au moyen d'un projectile.
Viktor Rydberg soutient que Baldr et Höd sont dérivés d'un mythe proto-indo-européen de frères ou jumeaux divins. Il les retrouve chez les jumeaux divins iraniens Yima et Keresaspa, et aussi chez les Dioscures gréco-romains, également jumeaux, où Höd serait l'équivalent de Pollux. Déjà au Ier siècle, Tacite évoque dans La Germanie deux frères divins appelés Alcis révérés par les Germains, que l’interpretatio romana compare aux Dioscures.
Georges Dumézil a comparé Höd au roi aveugle Dhritarāshtra de l'épopée hindoue Mahâbhârata. Ce dernier autorise le démoniaque Duryodhana (comparable dans sa fonction au dieu scandinave Loki) de monter le scénario qui perd Yudhisthira. Il s'agit d'un jeu de dés normalement sans danger pour ce dernier car c'est le meilleur joueur, mais par la ruse Duryodhana le défait le forçant ainsi à l'exil. L'exil de Yudhisthira est comparable dans la mythologie nordique à la mort du dieu Baldr, tué accidentellement par son frère aveugle Höd lors d'un jeu à cause d'une ruse de Loki. Le héros hindou Dhritarāshtra et le dieu scandinave Höd développent tous les deux un sentiment de culpabilité.
Le rôle néfaste et inconscient de Höd vis-à-vis de Baldr a également été comparé à celui du personnage de mythologie grecque Épiméthée vis-à-vis de son frère Prométhée.

### Traductions des textes mythologiques
- Régis Boyer (trad. de l'islandais), L'Edda Poétique, Paris, Fayard, 1992, 685 p. (ISBN 2-213-02725-0).
- Saxo Grammaticus (trad. du latin), La Geste des Danois : traduit du latin par Jean-Pierre Troadec, Paris, Gallimard, 1995, 445 p. (ISBN 2-07-072903-6).
- Snorri Sturluson, L'Edda (traduit, introduit et annoté par François-Xavier Dillmann), Paris, Gallimard, 1991, 319 p. (ISBN 2-07-072114-0).

### Études
- Dominique Briquel, « « Mahābhārata », crépuscule des dieux et mythe de Prométhée », Revue de l'histoire des religions, vol. 193, no 2,‎ 1978, p. 165-186 (lire en ligne).
- Georges Dumézil, Loki, Paris, Flammarion, 1986, 259 p. (ISBN 2-08-081342-0).
- (en) Annette Lassen, « Hǫðr's Blindness and the Pledging of Óðinn's Eye: A Study of the Symbolic Value of the Eyes of Hǫðr, Óðinn and Þórr », dans Old Norse Myths, Literature and Society, Sydney, Center for Medieval Studies - University of Sydney, juillet 2000 (lire en ligne), p. 220-228.
- (en) Anatoly Liberman, « Some Controversial Aspects of the Myth of Baldr », Alvíssmál, no 11,‎ 2004, p. 17-54 (lire en ligne).
- (en) John Lindow, Murder and Vengeance among the Gods. Baldr in Scandinavian Mythology, Helsinki, FF Communications 262, 1997, 210 p.
- (en) John Lindow, Norse Mythology : A Guide to the Gods, Heroes, Rituals, and Beliefs, Oxford University Press, 2001, 365 p. (ISBN 0-19-515382-0, lire en ligne).
- (en) Viktor Rydberg, Investigations into Germanic Mythology : Volume I (trans : William P. Reaves), janvier 2010 (lire en ligne).
- (en) Viktor Rydberg, Investigations into Germanic Mythology : Volume II (trans : William P. Reaves), février 2010 (lire en ligne).
- (en) Rudolf Simek, Dictionary of Northern Mythology (trans : Angela Hall), Cambridge, 2007, 424 p. (ISBN 978-0-85991-513-7).